# Plakobranchoidea
Plakobranchoidea zijn een superfamilie van weekdieren uit de klasse van de Gastropoda (slakken).

## Families
- Costasiellidae K. B. Clark, 1984
- Hermaeidae H. Adams & A. Adams, 1854
  - = Caliphyllidae Tiberi, 1881
  - = Jenseneriidae Ortea & Moro, 2015
  - = Lobiferidae Pruvot-Fol, 1947
  - = Phyllobranchidae Bergh, 1871
  - = Phyllobranchillidae Risbec, 1953
  - = Polybranchiidae O'Donoghue, 1929
- Limapontiidae Gray, 1847
  - = Alderiidae Pruvot-Fol, 1954
  - = Oleidae O'Donoghue, 1926
  - = Pontolimacidae Keferstein, 1863
  - = Stiligeridae Iredale & O'Donoghue, 1923
- Plakobranchidae Gray, 1840
  - = Actaeonidae Allman, 1845
  - = Boselliidae Ev. Marcus, 1982
  - = Elysiidae Forbes & Hanley, 1851
  - = Placobranchidae